# Enargia variegata
Enargia variegata là một loài bướm đêm trong họ Noctuidae.